# Evangelina Guerrero
Evangelina Guerrero Entrala (ur. 1904, zm. 1949) – filipińska poetka, pisarka i dziennikarka.
Urodziła się w Quiapo w Manili, w rodzinie o bogatych tradycjach literackich. Jej ojciec, Fernando María Guerrero, był prominentnym poetą tworzącym w języku hiszpańskim. Od 1927 pisywała dla rozmaitych tytułów prasowych, takich jak La Vanguardia, La Opinión czy Excelsior. Książka poetycka Kaleidoscopio espiritual (1935) przyniosła jej prestiżową Nagrodę Zobla. W 1947 włączona w skład filipińskiej akademii języka hiszpańskiego (Academia Filipina de la Lengua Española, AFLE), jako pierwsza kobieta w historii tej instytucji. Zmagała się z poważnymi problemami zdrowotnymi, zmarła niedługo później. Jej dorobek twórczy obejmuje poezje, prozę poetycką oraz krótkie formy prozatorskie.
Nagrodę Zobla otrzymała również, w 1964, jej młodsza siostra Nilda Guerrero Barranco.